# کریستین واسیلاکیس
کریستین واسیلاکیس (انگلیسی: Christian Vassilakis؛ زادهٔ ۲۸ فوریهٔ ۲۰۰۱) بازیکن فوتبال است.